# Velennes, Somme

Velennes este o comună în departamentul Somme, Franța. În 1 ianuarie 2022 avea o populație de 141 de locuitori.